# Антонян, Арт
Арт Антонян (арм. Արթ Մելիքի Անտոնյան) — современный украинский писатель.

## Биография
Родился в армянской семье военнослужащих в Сибири. Вырос в Венгрии и Украине. Окончил Ужгородский национальный университет, факультет романо-германской филологии по специальности английский язык и мировая литература. Учился в Ужгородском музыкальном колледже имени Д. Е. Задора на отделении академического вокала.
С 2004 по 2010 работал радиоведущим на радио «Версия-фм». С 2008 по 2010 ведущий утренних эфиров на телеканале «Тиса-1» в городе Ужгороде. С 2010 до 2014 журналист, редактор на телевидении в Останкино. Снимается в эпизодических ролях в сериалах и телепроектах. С 2015 по 2017 работает в отделе пресс-службы посольства США в РФ. С 2017 года живёт и пишет романы в Европе.

## Писательская деятельность
Первый стих написал в 8 лет. В 2001 году вышел поэтический сборник «Ангел Мой» в соавторстве с поэтессой Татьяной Гогерчак. С 2014 по 2016 пишет стихи для песен украинской певицы Джамалы: «My lover», «Thank you», «Perfect man», «Sister’s lullaby», «Обещание». Песня «Обещание» стала саундтреком фильма «Моя бабушка Фанни Каплан». В 2016 году, специально к участию в украинском национальном отборе на Евровидение-2016, Арт Антонян на основе первых украинских строк и идее Джамалы написал англоязычный текст песни «1944», которая принесла Украине победу. За три дня до победы в песенном конкурсе слова ‘You think you are gods, but everyone dies’ были отмечены отдельной наградой «EUROSTORY AWARD 2016» как самая сильная строчка из всех текстов песен, представленных на Евровидении в 2016 году.
В 2019—2020 годах пишет роман-антиутопию «TÜK». Вскоре после полномасштабного нападения России на Украину уцелевшие украинские издательства вернулись к изданию книг. Одной из первых стала антиутопия «TÜK». Издательство «Видавництво 21» публикует роман в мае 2022. Действие романа происходит в стране под названием Üмперия. üПопуляция давно утратила человеческий облик. В мире свирепствует сердечная пандемия, а сердцебиение считается страшным недугом и преступлением. Тотальные запреты объявили абсолютной свободой, любовь к родине заменил агрессивный политический милитаризм, домашних питомцев — робоживотные, на которых их хозяева упражняются в изысканном садизме. Правосудие довели до совершенства, передав в руки прекрасных, но безжалостных Äфродит. Идеальным обществом управляют ньÜзрумы. На пути к безупречному порядку стоит лишь Herz-терроризм, возникший в результате глобальной сердечной пандемии. Законопослушная öсобь Давид добросовестно трудится на благо Üмперии в телецентре, помогая создавать новостной продукт, который должны регулярно потреблять все представители üПопуляции. Давид — винтик в беспощадной машине пропаганды — попадает в водоворот событий, которые не только ставят под сомнение совершенство üмперского строя, но и угрожают всему человечеству.